# Biserica de lemn din Iacobești
Biserica de lemn „Nașterea Maicii Domnului” din Iacobești este un lăcaș de cult ortodox construit în anul 1782 în satul Capu Câmpului și strămutat în anul 1938 în satul Iacobești din comuna Grănicești aflată în județul Suceava. Edificiul religios se află localizat pe o platformă cu o frumoasă panoramă asupra unei bune părți din satul Iacobești, la aproximativ 20 km nord-vest de municipiul Suceava, urmând un drum de 1 km de la șoseaua europeană E85, și are hramul Nașterea Maicii Domnului, sărbătorit la data de 8 septembrie.
Biserica de lemn din Iacobești a fost inclusă pe Lista monumentelor istorice din județul Suceava din anul 2015 la numărul 281, având codul de clasificare  SV-II-m-B-05561. Pe această listă, monumentul figurează eronat ca datând din anul 1792, însă pisania și evidențele bisericii acreditează anul 1782 ca an al construcției.

## Istoricul localității
Satul Iacobești este atestat documentar încă din secolul al XVI-lea. Mult timp a fost o localitate neînsemnată. În a doua jumătate a secolului al XVIII-lea, terenul actualului sat Iacobești se afla în proprietatea Mănăstirii Ilișești. În anul 1775, Bucovina este anexată de Imperiul Habsburgic.
Dintr-un uric al domnitorului Grigore Ghica al III-lea din anul 1776 aflăm că jumătate din sat se afla în stăpânirea mazilului Alexandru Vasilco. Conform cărții „Maghiarii în Bucovina, 1774-1941” scrisă de dr. Daniel Hrenciuc și publicată în 2006, în anul 1776 s-au stabilit în satul Iacobești secui emigrați din Transilvania. După Masacrul de la Siculeni (1764), secuii din localitățile de frontieră au fugit în Bucovina și s-au așezat în cinci localități: Dornești (Hadikfalva), Iacobești (Fogadjisten), Măneuți (Andrásfalva), Țibeni (Istensegíts) și Vornicenii Mari (Józseffalva). Începând cu toamna anului 1940 și până în primăvara anului 1941, secuii din Bucovina s-au repatriat.

## Istoricul bisericii
Biserica de lemn din Iacobești a fost construită în anul 1782 în satul Capu Câmpului (din apropiere de orașul Gura Humorului din județul Suceava) de către egumenul Macarie al Mănăstirii Voroneț, după cum amintește pisania.
Textul integral al pisaniei aflată pe ancadramentul ușii de la intrare este următorul: „Să se știe că această sfîntă biserică s-au făcut de ier(o)monah Macarie, egumen sfintei mănăstir(i) Voronețul s-au făcut întru numele ierarhului Nicolae, în zilele preasfinții sale părintelui Chiru Chir Gavril arhi(ereu) M(i)tropolit 1782, 7290”. La mijlocul stâlpului din stânga al aceluiași ancadrament este inscripționat numele meșterului constructor: „Toader Olariu”. Din pisanie aflăm că hramul inițial al bisericii era cel al Sfântului Ierarh Nicolae.
Biserica avea o înfățișare modestă, fiind de dimensiuni mici, ca urmare a faptului că nici numărul enoriașilor nu era mare. Odată cu creșterea numerică a comunității din Capu Câmpului, s-a simțit nevoia ridicării unei biserici mai încăpătoare. În anul 1935, cu cheltuiala membrilor obștei comunale și ai celorlalți credincioși și prin contribuția Mitropoliei de Cernăuți, precum și cu purtarea de grijă a părintelui Vasile Andrici, paroh de Capu Câmpului (1930-1949), s-a început construcția unei noi biserici, care a fost sfințită în 1938 de către preotul consilier Ion Puiu, delegat al mitropolitului Bucovinei.
În anul 1938, după terminarea construcției bisericii noi și sfințirea acesteia, sătenii din Capu Câmpului au donat vechea biserică de lemn credincioșilor ortodocși din satul Iacobești, ea fiind resfințită un an mai târziu, la data de 10 septemrie 1939. Actele de donație au fost semnate de parohul Vasile Andrici. Biserica de lemn a fost reclădită la Iacobești de meșterul Bucur Ohrenciuc din Dănila. Un pridvor pătrat aflat pe latura sudică a naosului datează dintr-o etapă ulterioară de construcție.
Timp de aproape 70 de ani, biserica de lemn din Iacobești a funcționat ca filie a parohiei din Slobozia Sucevei (comuna Grănicești), fiind săvârșite slujbe sporadic, în unele duminici și sărbători sau cu ocazia unor evenimente petrecute în cadrul comunității. În ultimii ani, biserica din Iacobești a primit statut de parohie. Acest lăcaș își sărbătorește hramul pe 8 septembrie, având-o ocrotitoare pe Maica Domnului.
În primul deceniu al secolului al XXI-lea, s-au efectuat ample lucrări de restaurare, cu efortul exclusiv al credincioșilor și al preotului paroh. Biserica de lemn din Iacobești a fost resfințită, la 9 septembrie 2008, de către un sobor de preoți și diaconi, în frunte cu arhiepiscopul Pimen Zainea al Sucevei și Rădăuților.
În curtea bisericii se află un monument ridicat în amintirea ostașilor români morți în cel de-al Doilea Război Mondial, precum și un turn clopotniță la care a fost atașat un praznicar.

## Arhitectura bisericii
Biserica de lemn din Iacobești este construită în totalitate din bârne de brad masiv. Ea se sprijină pe un soclu de piatră. Pereții din bârne sunt placați cu scânduri vopsite în culoarea galbenă. Inițial acoperită cu șindrilă, biserica are în prezent învelitoare din tablă.
Monumentul are plan triconc (formă de cruce), cu absida altarului, absidele laterale și pronaosul poligonale și cu un pridvor pe latura de sud a naosului. Lăcașul de cult este prevăzut cu două uși (una la intrarea în pridvor și alta la trecerea din pridvor în naos) și cu cinci ferestre (una în axa absidei altarului, una în proscomidiar, două în absidele laterale și una în peretele nordic al pronaosului).
În interior, biserica este împărțită în patru încăperi: pridvor, pronaos, naos și altar. În biserică se intră printr-un pridvor aflat pe mijlocul laturii de sud. Pridvorul are o formă pătrată (cu latura de 3.20 metri), este construit pe stâlpi, cu un tavan drept și a fost adăugat ulterior construcției bisericii. Inițial deschis, el a fost închis mai târziu cu ferestre de sticlă, de dimensiuni mari.
Ușa de intrare în naos are dimensiunile de 0.90x1.90 metri. Pe stâlpul transversal al ancadramentului se află o inscripție pe cinci rânduri în lemn. La mijlocul stâlpului transversal se află un medalion cu o cruce, având înscris la bază anul ctitoririi. Pe stâlpul din stânga al aceluiași ancadrament este inscripționat numele meșterului constructor: „Toader Olariu”. Pe stâlpii laterali sunt grupate decorații simetrice: câte trei rozete (la partea inferioară, la mijloc și la partea superioară) legate între ele prin multiplicarea unui motiv geometric curbiliniu, asemănător cifrei 8. Cele trei rozete de pe fiecare stâlp lateral sunt diferite: cea de la baza inferioară este o rozetă simplă (cu diametru de 0.28 metri), cu șase brațe; cea de la mijloc (cu diametru de 0.30 metri) are 12 brațe având în interior un cerc concentric (cu diametru de 0.15 metri); iar cea de la partea superioară (cu diametru de 0.25 metri) este compusă din șapte rozete cu șase brațe, dispuse simetric.
Între pridvor și pronaos este un perete despărțitor pe unde se intra în biserică înainte de construirea pridvorului. Pronaosul este de formă poligonală (4.70x5.15 metri) și are o fereastră în peretele nordic. La partea superioară, el are un cafas deasupra căruia se află un tavan drept (3.55x4.00 metri). Între pronaos și naos există un perete despărțitor de lemn cu o deschidere largă.
Naosul (5.15x7.95 metri) are două abside laterale pentagonale simetrice (2.20x1.10 metri), în axa cărora s-a amplasat câte o fereastră. El are o boltă semicilindrică care se înalță până la 5.60 metri (cheia bolții), iar absidele laterale sunt acoperite cu un tavan drept. Deasupra naosului se află o turlă. În dreptul absidelor laterale, cosoroaba este susținută de o multiconsolă cioplită în triplu „cap de cal”, decorată cu rozete pe ambele fețe.
Altarul are o absidă de formă pentagonală (3.30x3.85 metri), decroșată, cu o fereastră dreptunghiulară (0.40x0.90 metri) în axa absidei. Catapeteasma este avansată cu 1.90 metri, formând în nișele laterale diaconiconul și proscomidiarul (0.80x1.90 metri). În peretele estic al proscomidiarului (din nord-vestul altarului) s-a amplasat o ferestruică. Deasupra altarului, la o înălțime de 3.75 metri, se află un tavan drept, nepictat.
Monumentul se remarcă prin ornamentele cu care este împodobit, tipice sculpturii în lemn din Bucovina și întâlnite și pe lăzile de zestre, pe blidare, pe stâlpii de cerdac ai caselor, precum și prin particularitățile sale arhitectonice, comune și specifice întregii arhitecturi populare tradiționale din această parte a țării.
Se remarcă prezența ca element decorativ a rozetei, realizată în diferite variante, întâlnită și pe obiectele de mobilier care au aparținut bisericii de lemn din Românești, construită în 1759. Catapeteasma a fost pictată în stilul bizantin, fiind acoperită cu foiță de aur.

## Imagini

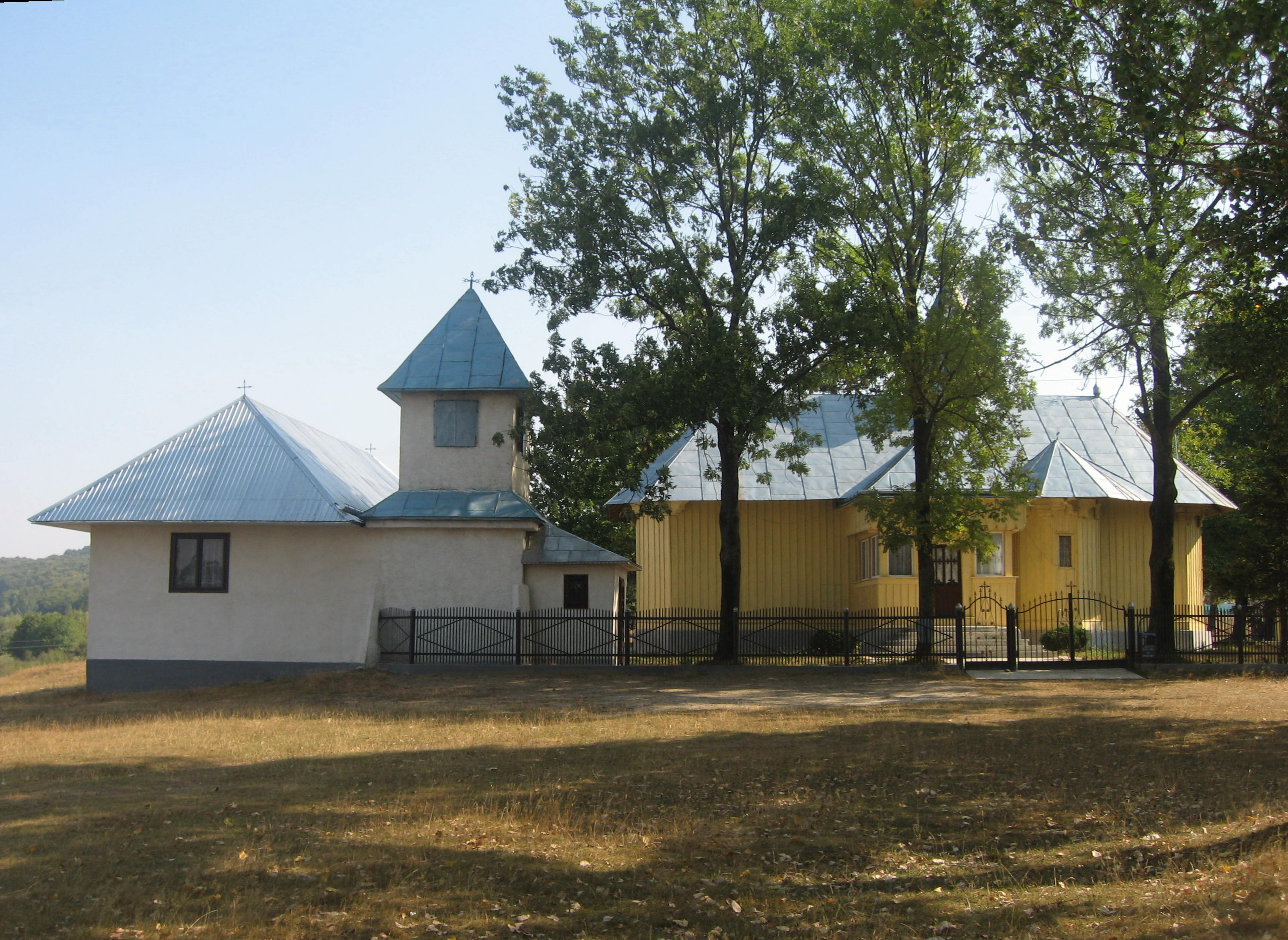
Biserica, turnul clopotniță și praznicarul
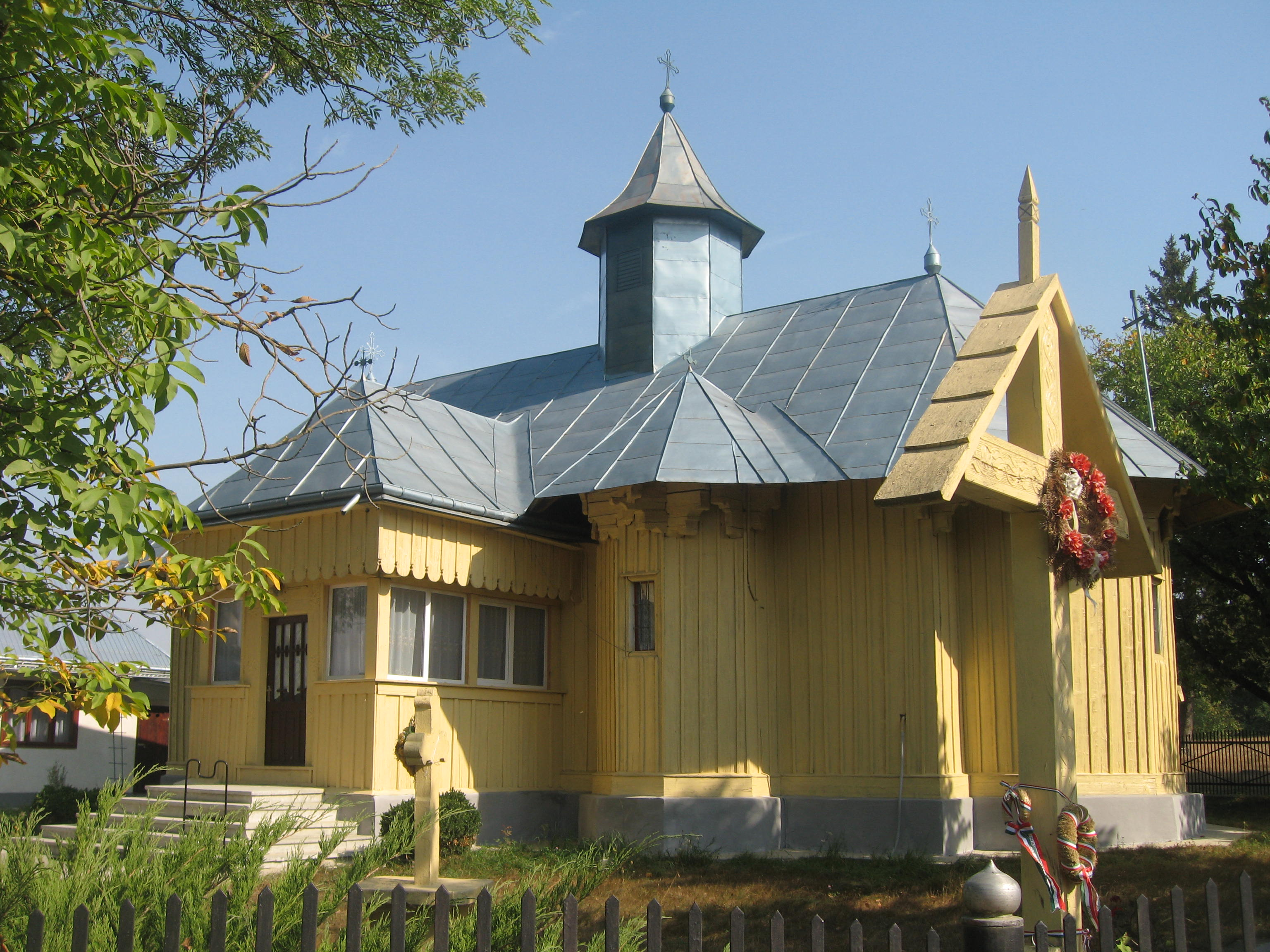
Biserica pe latura sud-estică
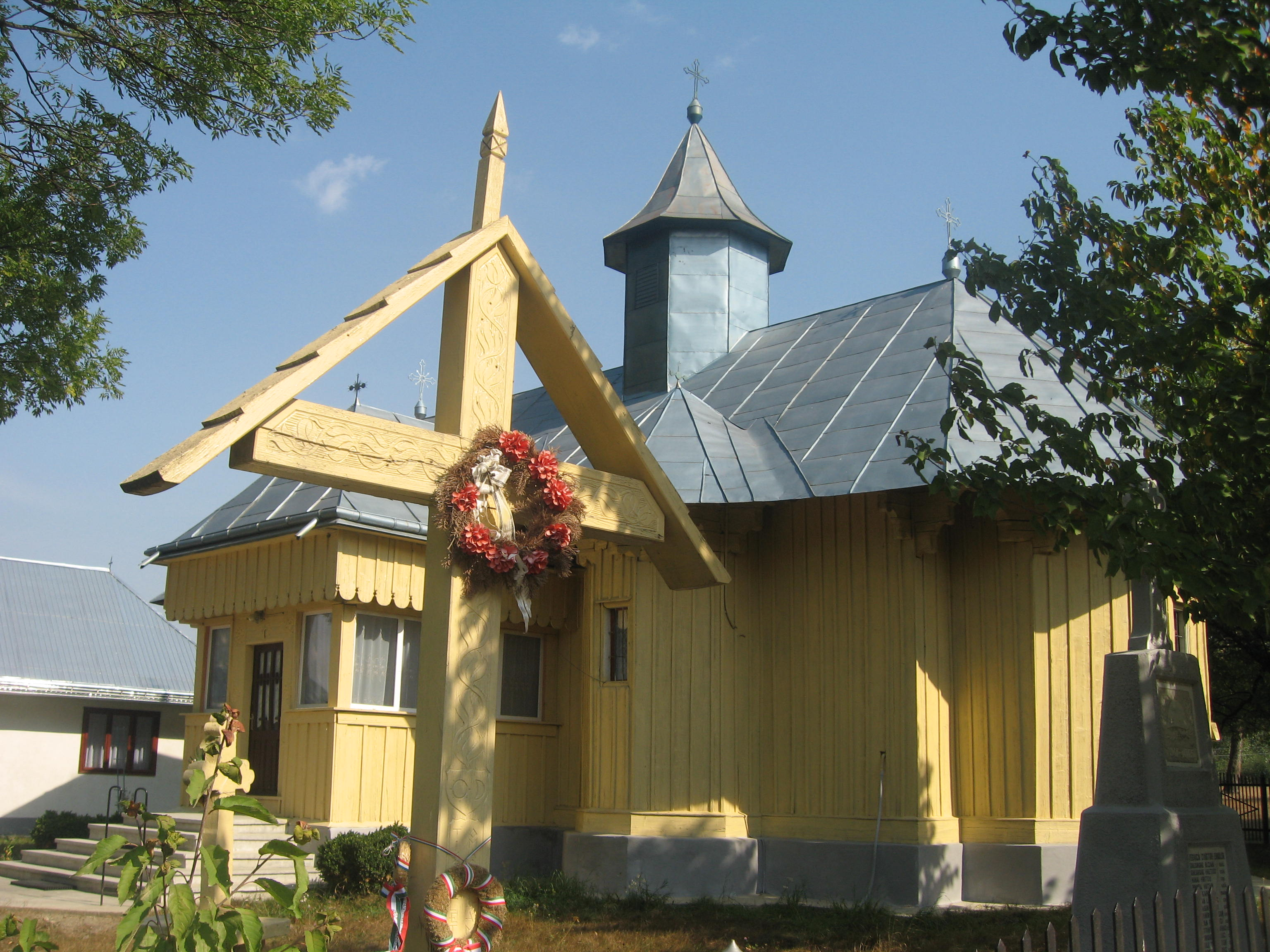
Biserica pe latura sud-estică
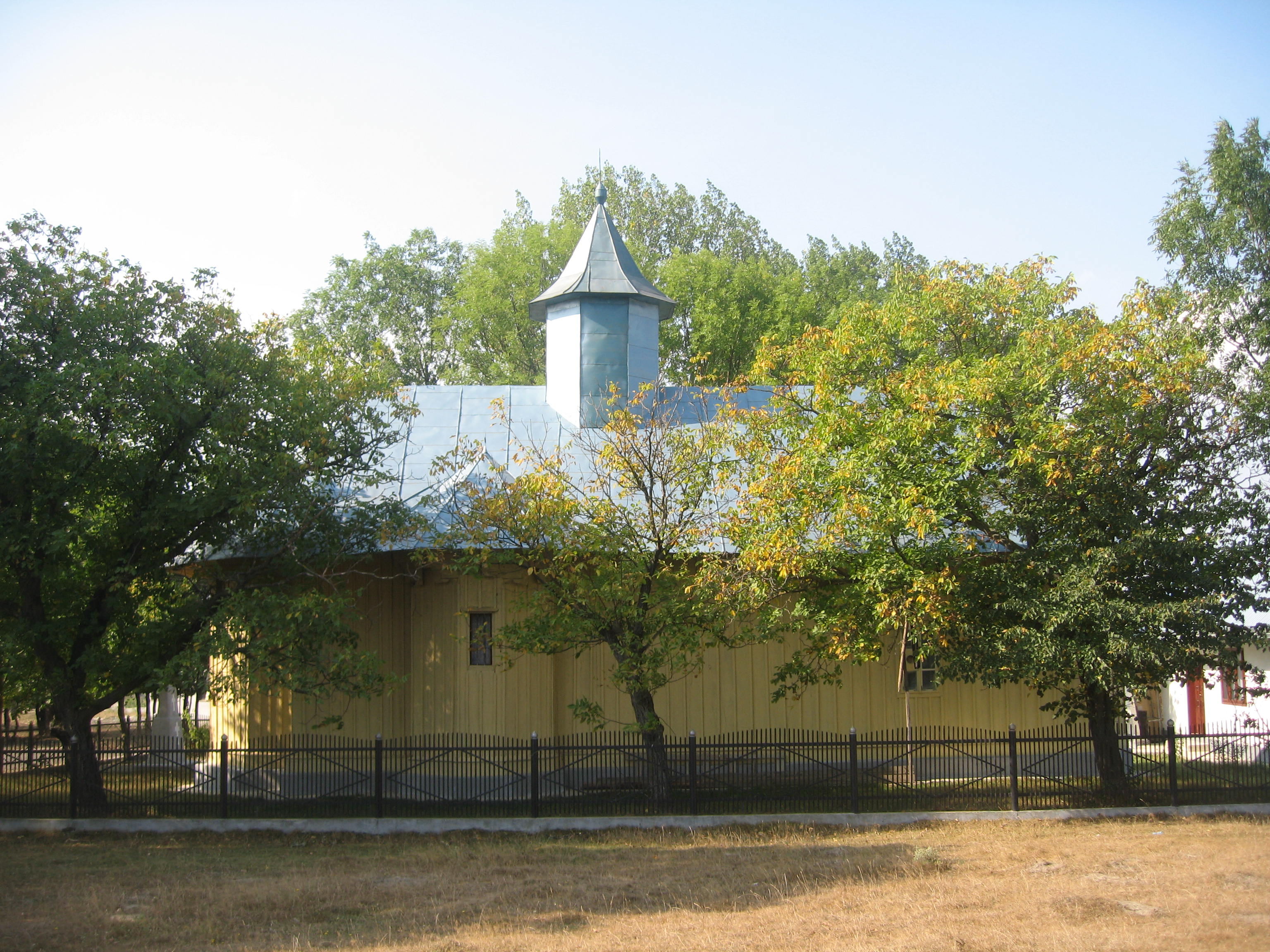
Biserica pe latura nordică
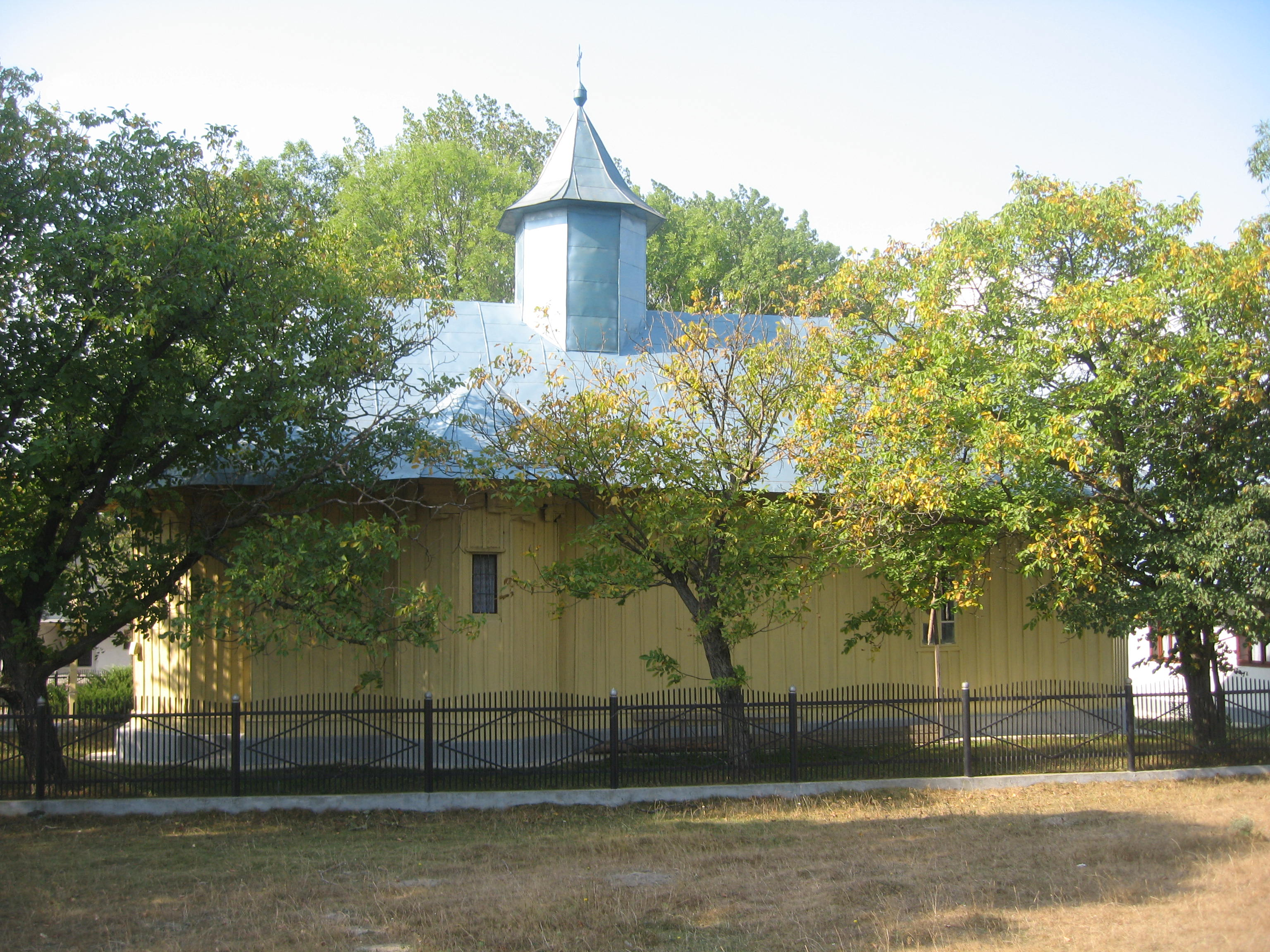
Biserica pe latura nordică
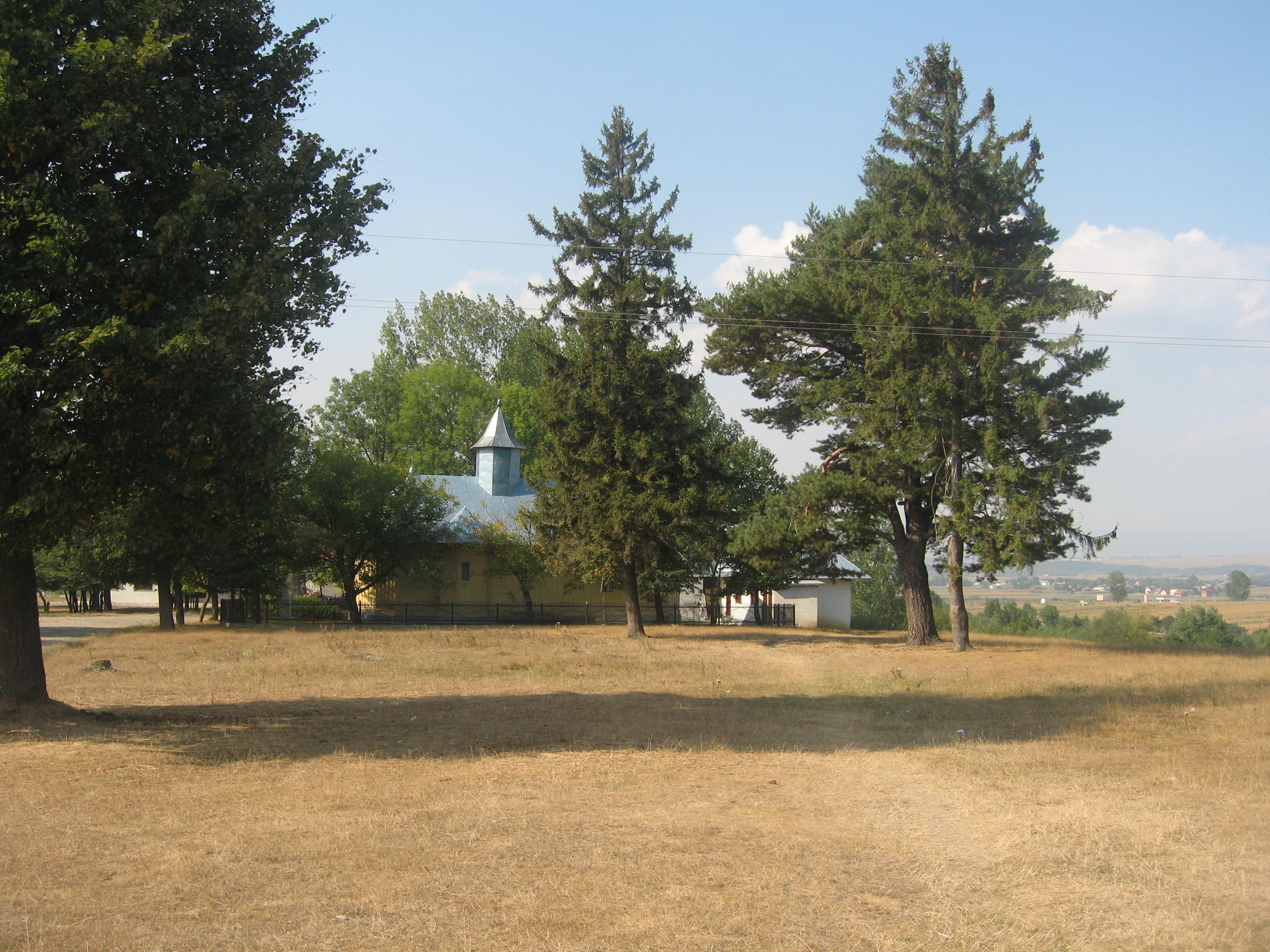
Complexul bisericesc pe latura nordică